# João dos Santos Ala

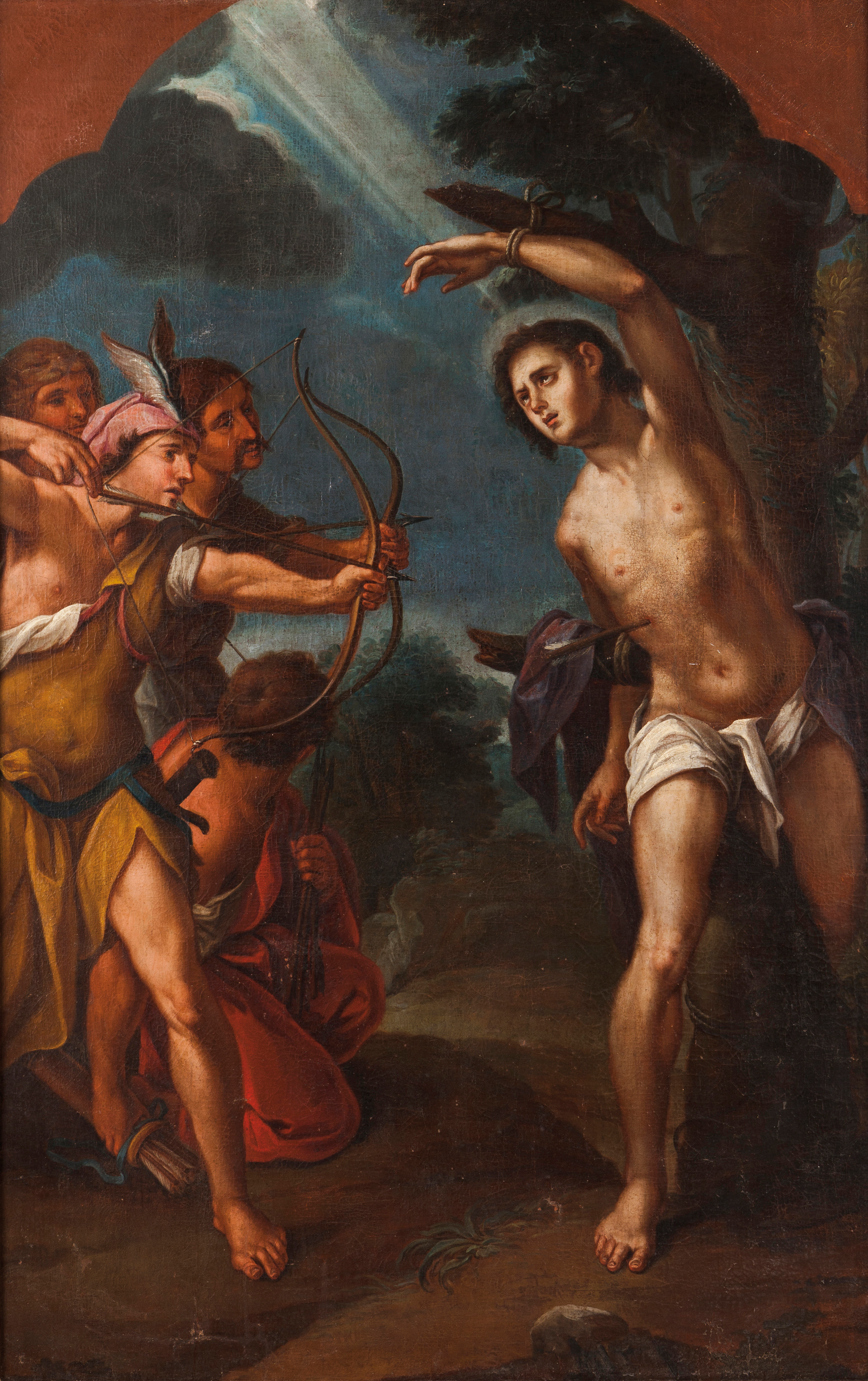
Martírio de São Sebastião, século XVIII, atribuída a João dos Santos Ala

João dos Santos Ala (fl. 1730–1780) foi um pintor português do século XVIII, seguidor de André Gonçalves.
São escassas as informações sobre João dos Santos Ala e sua actividade artística. Embora Cirilo Volkmar Machado indique que o pintor em causa tenha servido a Irmandade de São Lucas entre os anos de 1733 a 1735, é patente nos livros da irmandade que terá sido admitido anteriormente, em 1730, morando, primeiro, ao Castelo e, depois, na Rua das Parreiras (freguesia de Jesus). Nos anos em causa (1733–35), serviu a Irmandade como enfermeiro, encarregue de assistir e acompanhar os irmãos durante a doença. Viria a reestabelecer-se no Castelo, onde abriu uma oficina, até pelo menos ao início da década de 1780.
Das suas obras conhecidas, Volkmar Machado enumera: o painel "São Domingos em Soriano", numa capela do claustro de São Domingos, em Lisboa, bem como os painéis do "Rosário", que saíam em procissão; o tecto da Igreja das Comendadeiras da Encarnação; dois quadros da "Vida da Virgem" (a Anunciação e a Coroação de Nossa Senhora), que permanecem in situ na Igreja de Nossa Senhora de Jesus, em Lisboa; vários retratos de monges veneráveis da Cartuxa (hoje no Arquivo Nacional da Torre do Tombo, provenientes do hospício de Nossa Senhora do Vale da Misericórdia de Laveiras, em Oeiras). Perdeu-se o rasto de boa parte destas poucas obras recordadas.
Em 2021, uma pintura do século XVIII, O Martírio de São Sebastião, atribuída a João dos Santos Ala pelo investigador Lécio Leal do Instituto de História da Arte da Faculdade de Letras da Universidade de Lisboa, foi arrematada na leiloeira lisboeta Veritas.